# Dryopteris redactopinnata
Dryopteris redactopinnata är en träjonväxtart som beskrevs av Basu och Gopinath Panigrahi.
Dryopteris redactopinnata ingår i släktet Dryopteris och familjen Dryopteridaceae. Inga underarter finns listade i Catalogue of Life.